# El Sauzalito

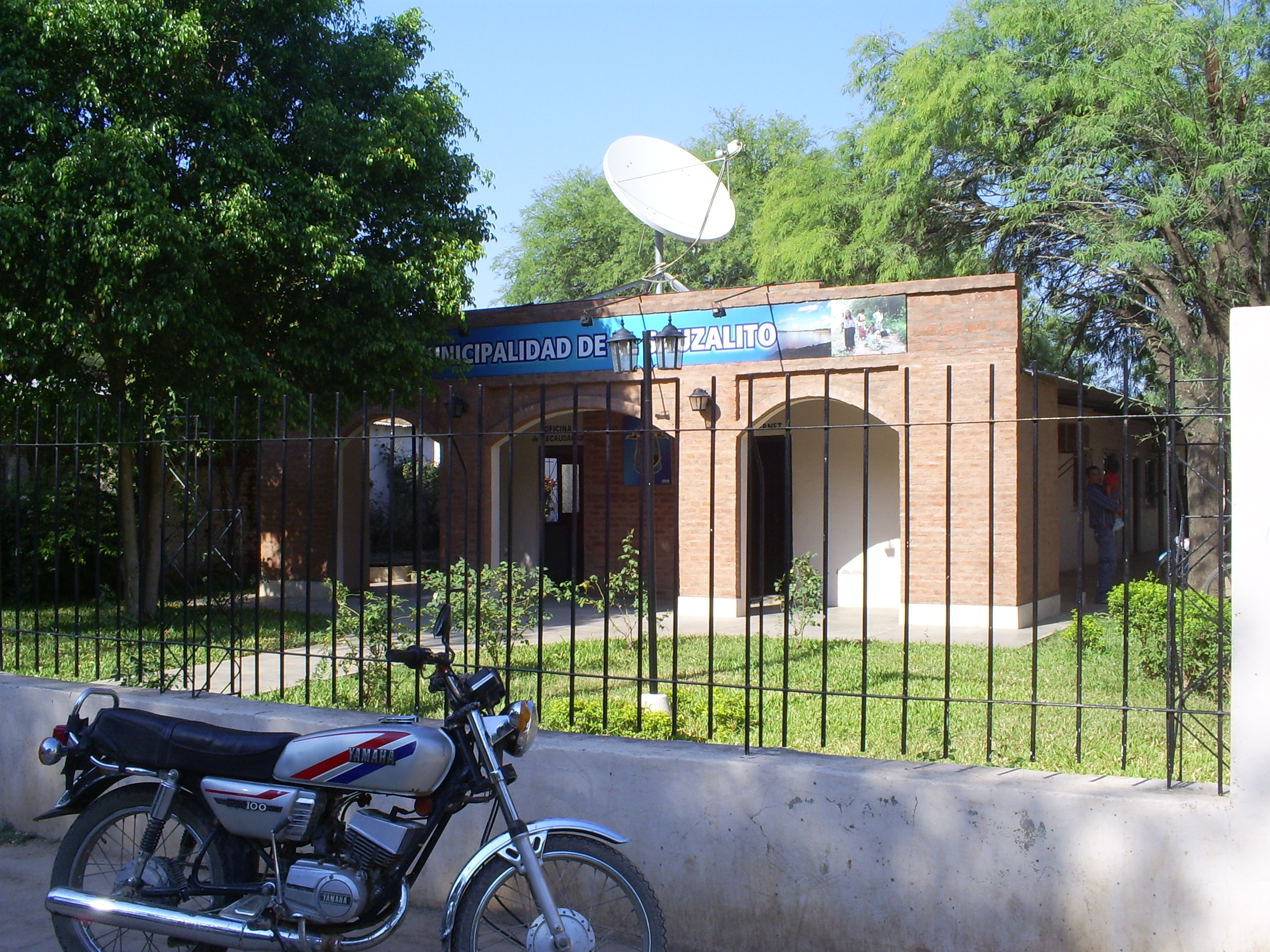
Sede de uma secretária municipal de El Sauzalito

El Sauzalito é uma cidade da Argentina, localizada na província de Chaco.